# Kathedrale von Braga

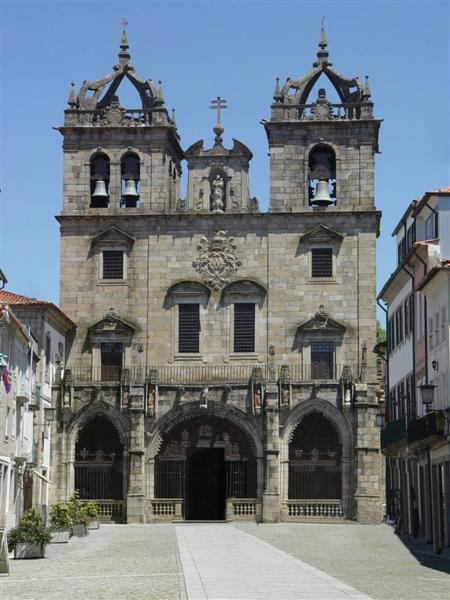
Fassade der Kathedrale von Braga

Die Kathedrale von Braga (port.: Sé de Braga) zählt zu den bedeutendsten Baudenkmälern der Stadt Braga im Norden von Portugal. Sie ist als Sitz des Erzbischofs von Braga die älteste Kathedrale in Portugal und zählt aufgrund ihrer Geschichte und ihrer künstlerischen Bedeutung zu den wichtigsten Bauwerken des Landes. Sie bietet eine reichhaltige Mischung architektonischer und künstlerischer Stile.

## Geschichte
Der Überlieferung nach stammt die Diözese von Braga bereits aus dem 3. Jahrhundert, die historische Bestätigung geht allerdings auf das Jahr 400 zurück. Sie gehört damit zu den ältesten Diözesen auf der Iberischen Halbinsel. Sie gilt als Zentrum der Christianisierung von Gallaecia, wie die Gegend im Nordwesten von Spanien und im Norden von Portugal bezeichnet wurde.
Als die Macht Roms durch eindringende germanische Stämme aufgelöst wurde, wurde Braga von 409 bis 584 Hauptstadt des Königreichs der Sueben. Durch den Einfluss von Bischof Martin von Dumio konvertierten die Sueben um 550 zum Katholizismus. Martin von Dumio war zu dieser Zeit nach Gallaecia gekommen und hatte zunächst in Dumio in der Nähe von Braga ein Kloster gegründet, wurde 556 Bischof von Dumio und schließlich 562 Bischof von Braga.
Das Suebenreich geriet jedoch in westgotische Abhängigkeit und wurde 585 in das westgotische Reich eingegliedert. In der Folgezeit nahm die Bedeutung Bragas ab. Nach der Eroberung der Iberischen Halbinsel durch die Mauren 711–719 verlor Braga 716 seinen Bischofssitz. Infolge der Reconquista, der Rückeroberung durch die Christen, wurde die Diözese Braga um 1070 wieder eingerichtet. Bischof Dom Pedro, der von 1071 bis 1091 Bischof der Diözese und der erste Erzbischof war, ließ eine Kathedrale errichten, die 1089 von Bernhard von Toledo geweiht wurde. Zu dieser Zeit waren allerdings lediglich die Ostkapellen fertig. Die heutige Kathedrale entstand auf dem Standort eines älteren religiösen Gebäudes, möglicherweise einer früheren Kathedrale.
Trotz der Restauration des Bistums Braga gelang es der Stadt aber nicht, ihre frühere Bedeutung wiederzuerlangen. Neben Toledo, das von Urban II. zur neuen Metropole erklärt wurde und von 1087 Residenz des Königreichs Kastilien war und bis 1561 Hauptstadt Spaniens blieb, war für Braga als Metropole kein Platz. Da sich Bischof Dom Pedro zudem 1091 das Pallium vom Gegenpapst Clemens III. verleihen ließ, büßte der ehemalige Hauptort Braga weiter an Bedeutung ein. Bischof Dom Pedro wurde abgesetzt und ins Kloster verbannt.
Seit 1093 wurde die Grafschaft Portugal von Graf Heinrich von Burgund regiert, der zusammen mit Bischof Geraldo de Moissac den Papst überzeugen konnte, Braga 1107 wieder zum Erzbistum zu erheben. Die Bauarbeiten an der Kathedrale wurde wieder aufgenommen und dauerten bis in die Mitte des 13. Jahrhunderts fort. Das im 12. Jahrhundert errichtete Gebäude entstand im Stil der burgundischen Romanik der Abteikirche von Cluny und beeinflusste den Bau vieler Kirchen und Klöster in Portugal. In den folgenden Jahrhunderten wurde die Kathedrale häufig verändert. Sie weist daher heute eine Mischung aus verschiedenen Baustilen wie Romanik, Gotik, Barock und Manuelinik auf.
Im Jahr 1905 erhielt die Kathedrale durch Papst Pius X. zusätzlich den Titel einer Basilica minor verliehen.

## Architektur und Kunst

### Außenseite

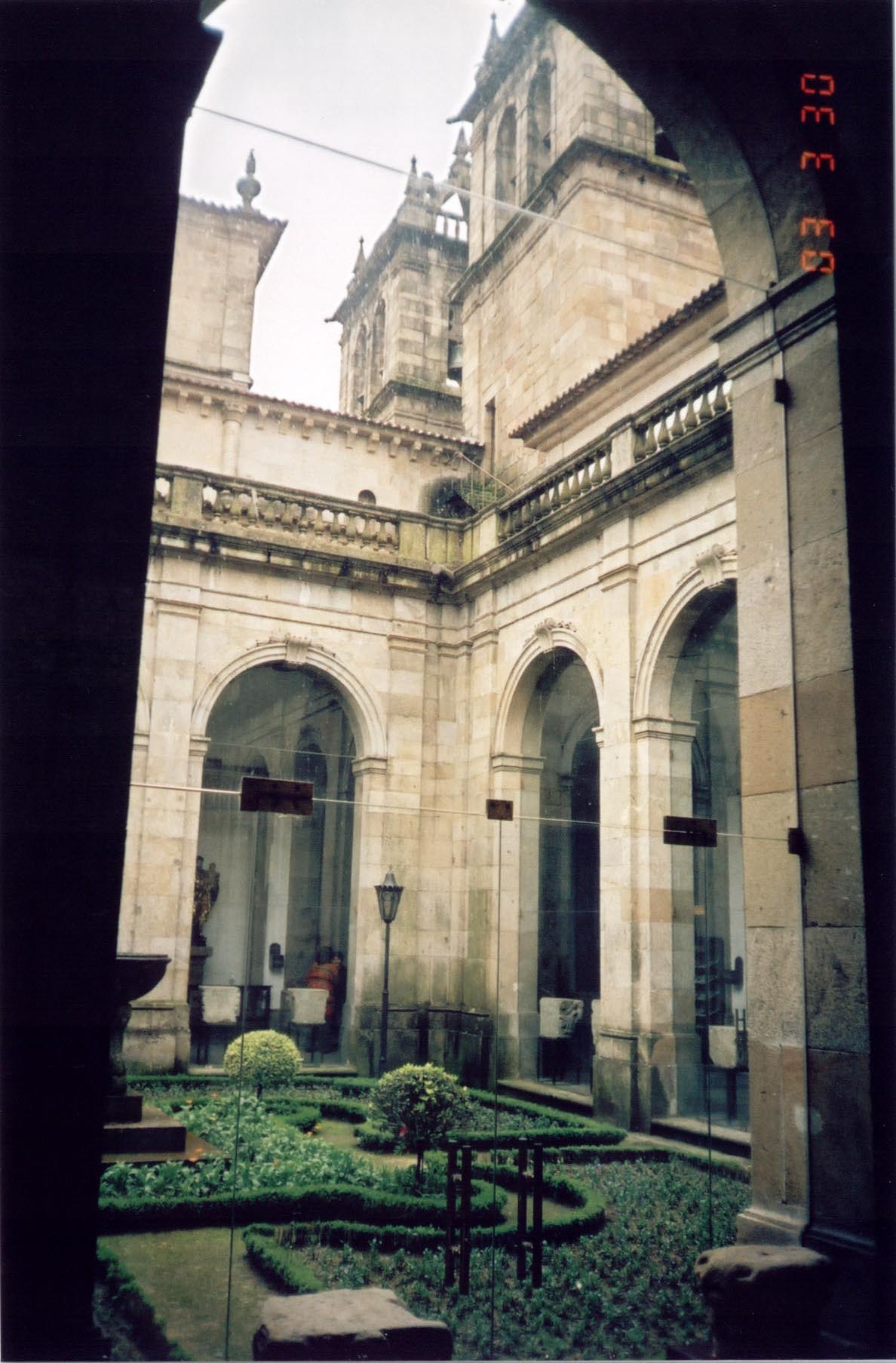
Kreuzgang der Kathedrale von Braga

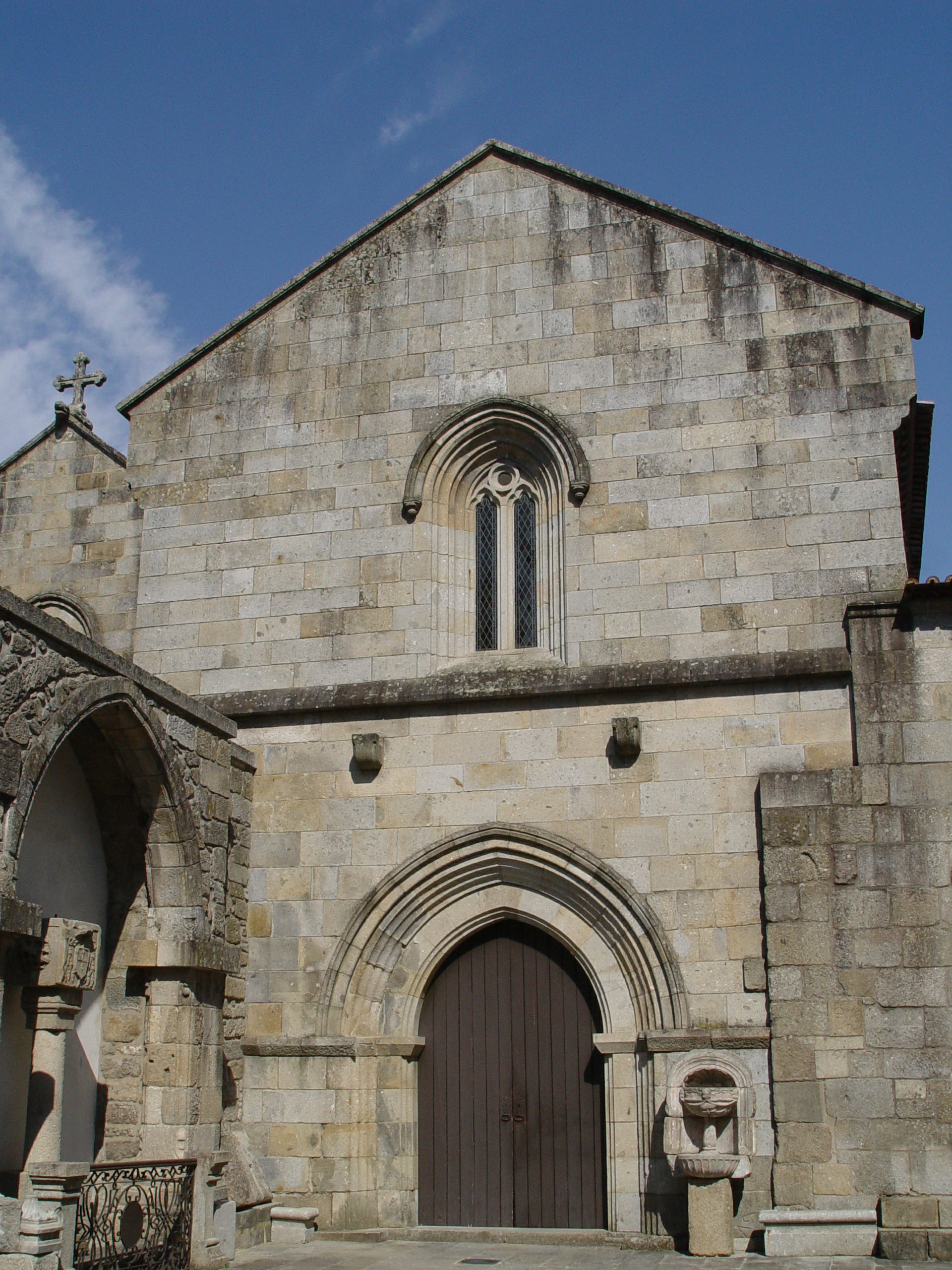
Die Kapelle von São Geraldo

Die Kathedrale von Braga besteht aus drei Langschiffen mit einem hölzernen Dach, einem Querschiff und fünf Kapellen in der Apsis, von denen keine mehr im ursprünglich romanischen Stil erscheint. Lediglich eine kleine Kapelle außerhalb der Kathedrale konnte ihr romanisches Aussehen bewahren und erscheint als Überbleibsel des Gebäudes aus dem 11. Jahrhundert.
Das Äußere der Kathedrale mit den beiden Türmen an der Frontseite ist sehr charakteristisch für die großen romanischen Kathedralen in Portugal, obwohl im Verlauf der Jahrhunderte erhebliche Veränderungen vorgenommen wurden. Die ursprünglich romanische Westfassade der Kathedrale wurde mit Ausnahme einiger Archivolte und Kapitelle des Hauptportals völlig verändert und mit gemeißelten Reliefs geschmückt.
Zwischen 1486 und 1501 wurde vor dem Hauptportal eine Galerie mit drei Bögen im spätgotischen Stil erbaut. Diese hat Rippengewölbe und ist mit Statuen und Wasserspeiern verziert. Anfang des 16. Jahrhunderts veränderte der Erzbischof Dom Diogo de Sousa (1505–1532) das romanische Hauptportal und opferte die inneren Archivolte. Ein von ihm eingesetztes Eisengitter, das den Altarraum schützen sollte, wurde im 18. Jahrhundert in die Galerie verschoben. Außerdem ließ er die große Kapelle der Apsis 1509 umbauen.
Das große, aus Stein gehauene Wappen des Erzbischofs Dom Rodrigo de Moura Teles (1704–1728) wurde an der Vorderseite platziert und das Oratorium und die Abdeckung der Türme wurden Anfang des 18. Jahrhunderts errichtet.
Der obere Teil der Fassade und die Türme wurden im 18. Jahrhundert völlig modernisiert. Die südliche Fassade der Kathedrale hat ein romanisches Portal.

### Innenraum
Das Innere der Kathedrale mit dem Langschiff und den beiden Seitenschiffen, dem Querschiff und den fünf Kapellen wirkt außergewöhnlich streng. Während der Barockzeit wurden große Fenster eingebaut, die Altäre wurden verändert und die Wände wurden mit Stuck und Malereien verziert. Dadurch entwickelte sich die Kathedrale allmählich zu einer Festhalle und zu einem Appell an die Sinne. Keine der Kapellen ist noch romanisch. Die Hauptkapelle ist manuelinisch, während die anderen Kapellen im barocken Stil verziert wurden.
Das Kirchenschiff hat heute allerdings im Wesentlichen nach einer Reform im 20. Jahrhundert wieder ein romanisches Aussehen, da die meisten Veränderungen der letzten Jahrhunderte rückgängig gemacht und das mittelalterliche Aussehen der Kirche wiederhergestellt wurde. Außer dem Chor haben aber alle Kapellen die im 18. Jahrhundert durchgeführten Änderungen an der Architektur und an den Altarbildern beibehalten. Wie archäologische Überreste aus der frühchristlichen und spätmittelalterlichen Kirche zeigen, war der ursprüngliche Chor sehr viel kleiner.

## Orgeln
Die Kathedrale verfügt über zwei historische Orgeln. Auf der Epistelseite befindet sich ein Instrument von den Orgelbauern Frei Simón Fontanes aus dem Jahr 1739. Von demselben Orgelbauer stammt auch die Evangelienorgel aus dem Jahr 1737. Das Instrument hat zwei Manualwerke. Das Pedal ist angehängt.

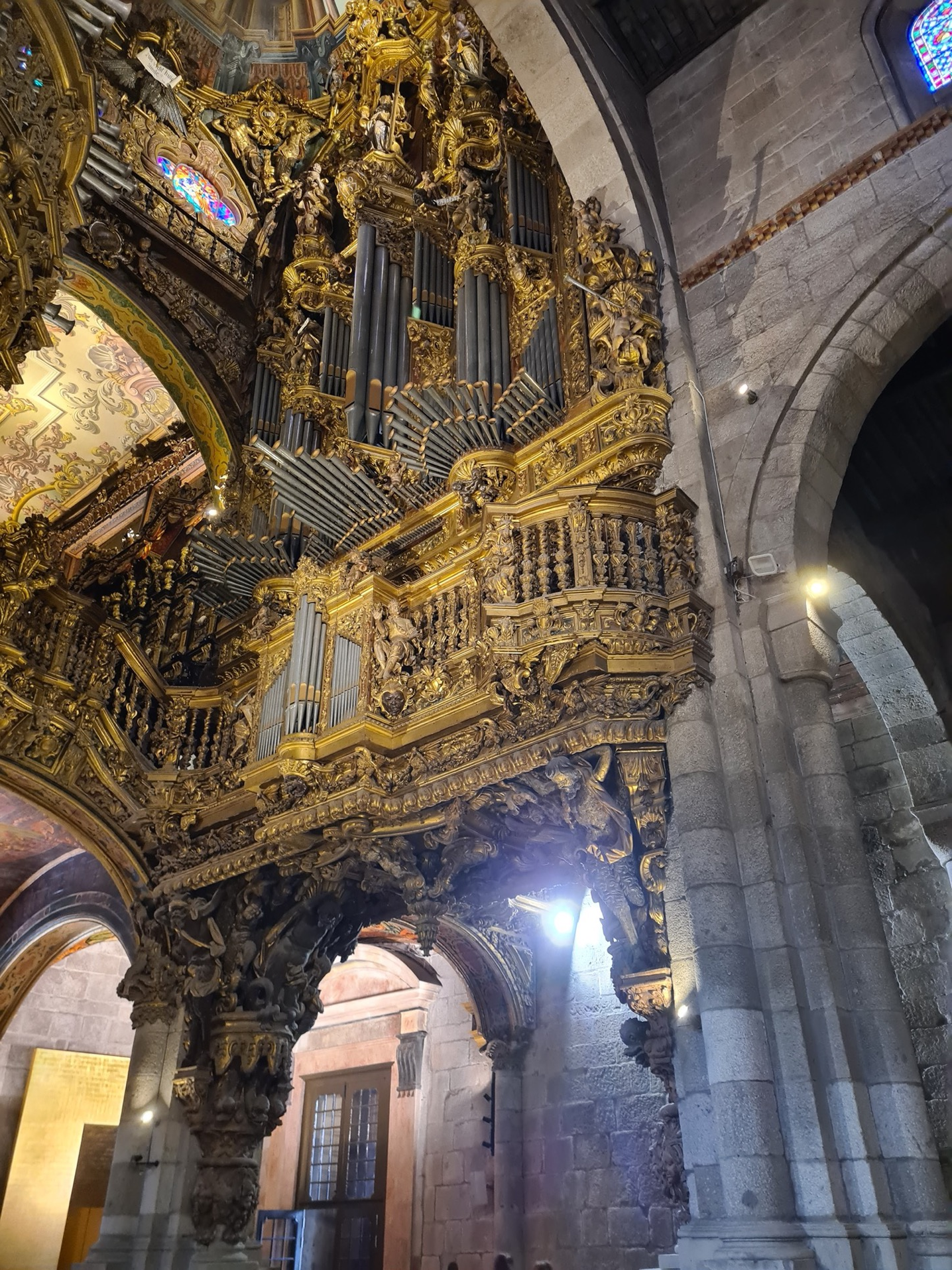
Braga Kathedrale eines der beiden Instrumente

| I Echowerk C–c3        |    |
| Bass                   |    |
| Flautado de Violão     |    |
| Flautado de 6 de Eco   | 4′ |
| Quinzena               | 2′ |
| Clarom IV              |    |
| Tenor                  |    |
| Trompeta Bastarda      |    |
|                        |    |
| Diskant                |    |
| Flautado de 12 de Eco  | 8′ |
| Flauta Doce            |    |
| Corneta Real de Eco VI |    |
| Clarom V               |    |
| Cheremia               |    |
| Clarim de Eco          |    |

| I Positiv C–c3      |    |
| Bass                |    |
| Flautado de 6       | 4′ |
| Quinzena            | 2′ |
| Composta de 22a III |    |
| Símbala III         |    |
|                     |    |
| Diskant             |    |
| Flautado de 12      | 8′ |
| Pífano              |    |
| Composta de 22a IV  |    |
| Símbala III         |    |

| II Hauptwerk C–c3    |       |
| Bass                 |       |
| Contras              |       |
| Flautado de 24       | 16′   |
| Flautado de 12       | 8′    |
| Oitava Real          | 4′    |
| Dozena               | 2 ⁄3′ |
| 15a e 19a II–III     |       |
| Composta de 22a IV–V |       |
| Nazardos IV–V        |       |
| Símbala IV           |       |
| Resímbala III        |       |
| Trombeta Real        |       |
|                      |       |
| Horizontal           |       |
| Baixãozilho          |       |
| Clarim de batalha    |       |
| Dulçaina             |       |

| (Fortsetzung)     |     |
| Diskant           |     |
| Flautado de 24    | 16′ |
| Flautado de 12    | 8′  |
| Oitava Real       | 4′  |
| Corneta Real VIII |     |
| 15a e 19a VIII    |     |
| Composta de 22a V |     |
| Nazardos IV       |     |
| Símbala IV        |     |
| Resímbala III     |     |
| Trombeta Real     |     |
|                   |     |
| Horizontal        |     |
| Trompeta Magna *  |     |
| Clarim *          |     |
| Dulçaina *        |     |
| Aboas *           |     |